# Хигути, Рэй
Рэй Хигути (яп. 樋口黎 Хигути: Рэй, 28 января 1996 года, Осака, Япония) — японский борец вольного стиля, олимпийский чемпион 2024 года, серебряный призёр Олимпийских игр 2016 года, чемпион мира и Азии.

## Биография
Родители отдали Рэя Хигути в спортивный борцовский клуб «Суита» в четырёхлетнем возрасте.
По окончании школы поступил в спортивный университет Nippon Sport Science University, где и обучается по состоянию на 2016 год.
В 2012 году завоевал звание чемпиона Азии среди кадетов. В 2013 году на чемпионате мира среди кадетов был восьмым. В 2015 году был третьим на розыгрыше открытого Кубка Президента Бурятии и на турнире Mongolia Open; на чемпионате мира среди юниоров был только 21-м. В этом же году не был допущен к чемпионату Японии в связи с превышением пределов веса в его весовой категории, поэтому путёвку на Олимпийские игры зарабатывал на международных турнирах в 2016 году. А там он выступил отменно, победив на трёх подряд турнирах: квалификационном в Астане, мемориале Вацлава Циолковского, и турнире «Жемчужина Македонии».
Перед Олимпийскими играми был десятым номером в мировом рейтинге, как фаворит не рассматривался.
Выступал на Олимпийских играх 2016 года в категории до 57 килограммов, где по пути к финалу смог уверенно победить таких титулованных борцов, как бронзового призёра чемпионата мира 2015 года Йовлиса Бонне и чемпиона мира 2013 года, серебряного призёра чемпионата мира 2015 года Хасана Рахими. В финале, в упорной встрече с явным фаворитом весовой категории Владимиром Хинчегашвили потерпел поражение и завоевал серебряную медаль Олимпийских игр.
| Выступление на Олимпийских играх 2016 года | Выступление на Олимпийских играх 2016 года | Выступление на Олимпийских играх 2016 года | Выступление на Олимпийских играх 2016 года | Выступление на Олимпийских играх 2016 года |
| Круг                                       | Соперник                                   | Периоды (технические баллы)                | Периоды (технические баллы)                | Итог (классификационные баллы)             |
| Круг                                       | Соперник                                   | 1                                          | 2                                          | Итог (классификационные баллы)             |
| ------------------------------------------ | ------------------------------------------ | ------------------------------------------ | ------------------------------------------ | ------------------------------------------ |
| Квалификация                               | Ян Гён Иль КНДР                            | 2(2) — 2(2)                                | 10(2+2+2+2+2) — 0                          | За явным превосходством 4 — 1              |
| 1/8                                        | Асадулла Лачинов Беларусь                  | 3(1+1+1) — CC                              | 7(1+2+2+2) — 0                             | За явным превосходством 4 — 0              |
| 1/4                                        | Йовлис Бонне Куба                          | 4(2+2) — 0                                 | 4(1+1+2) — 4(4)                            | По очкам 3 — 1                             |
| 1/2                                        | Хасан Рахими Иран                          | 4(2+2) — 0                                 | 6(2+1+2+1) — 5(2+1+2)                      | По очкам 3 — 1                             |
| Финал                                      | Владимир Хинчегашвили Грузия               | 1 — C                                      | 2(2)C — 4(2+1+1)                           | По очкам 1 — 3                             |

В 2017 году занял третье место на чемпионате Азии в Нью-Дели в весовой категории до 61 кг.
В 2018 году завоевал золоту медаль на чемпионате мира среди молодежи не старше 23 лет (U23) в весовой категории до 65 кг.
В 2022 году, выступая в весовой категории до 61 кг, завоевал золотые медали на чемпионате Азии в Улан-Баторе и на чемпионате мира в Белграде. В финале мирового первенства победил иранского борца Резу Атри.